# Championnats du monde d'escrime 1992
Navigation
Édition précédente Édition suivante
Les championnats du monde d'escrime 1992 ont eu lieu à La Havane, à Cuba les 10 et 14 juillet 2013. Deux épreuves seulement s'y sont tenues, l'épée dames individuel et l'épée dames par équipes, deux épreuves qui ne se dérouleront pas aux Jeux olympiques de Barcelone, la même année.

## Médaillés
| Épreuves                               | Or                                                                        | Argent                                                                                 | Bronze                                                               |
| -------------------------------------- | ------------------------------------------------------------------------- | -------------------------------------------------------------------------------------- | -------------------------------------------------------------------- |
| Épée                                   |                                                                           |                                                                                        |                                                                      |
| Femmes individuel résultats détaillés  | Mariann Horváth                                                           | Sophie Moressée-Pichot                                                                 | Pernette Osinga Maria Mazina                                         |
| Femmes par équipes résultats détaillés | Hongrie- Mariann Horváth - Timea Nagy - Zsuzsanna Szőcs - Marina Várkonyi | Allemagne- Imke Duplitzer - Eva-Maria Ittner - Dagmar Ophardt - Renate Riebandt-Kaspar | Italie- Saba Amendolara - Laura Chiesa - Corinna Panzeri - Elisa Uga |

## Tableau des médailles
| Rang  | Nation                      | Or | Argent | Bronze | Total |
| ----- | --------------------------- | -- | ------ | ------ | ----- |
| 1     | Hongrie                     | 2  | 0      | 0      | 2     |
| 2     | Allemagne                   | 0  | 1      | 0      | 1     |
| 2     | France                      | 0  | 1      | 0      | 1     |
| 4     | Équipe unifiée de l’ex-URSS | 0  | 0      | 1      | 1     |
| 4     | Italie                      | 0  | 0      | 1      | 1     |
| 4     | Pays-Bas                    | 0  | 0      | 1      | 1     |
| Total | Total                       | 2  | 2      | 3      | 7     |